# Merasjärvi, Pajala kommun
Merasjärvi (nordsamiska: Merásjávri) är en ort i Pajala socken i Pajala kommun. Orten ligger strax väster om Riksväg 99 vid sjön med samma namn. Cirka sju kilometer nordost om Merasjärvi ligger småorten Muodoslompolo och cirka 12 kilometer söderut ligger byn Kitkiöjärvi.
Bebyggelsen i Merasjärvi är delad på den västra och den östra sidan av sjön Merasjärvi. På Lantmäteriets karta används ortsbeteckningarna Västra Merasjärvi och Östra Merasjärvi.
Vid folkräkningen den 31 december 1890 bodde det 68 personer i Merasjärvi. Den 29 oktober 2016 fanns det enligt Ratsit 14 personer över 16 år registrerade med Merasjärvi i Pajala kommun som adress.